# Myndus lunata
Myndus lunata är en insektsart som beskrevs av Van Duzee 1909. Myndus lunata ingår i släktet Myndus och familjen kilstritar. Inga underarter finns listade i Catalogue of Life.